# アルバル・ヌニェス・カベサ・デ・バカ

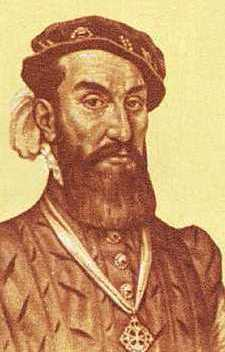
アルバル・ヌニェス・カベサ・デ・バカ

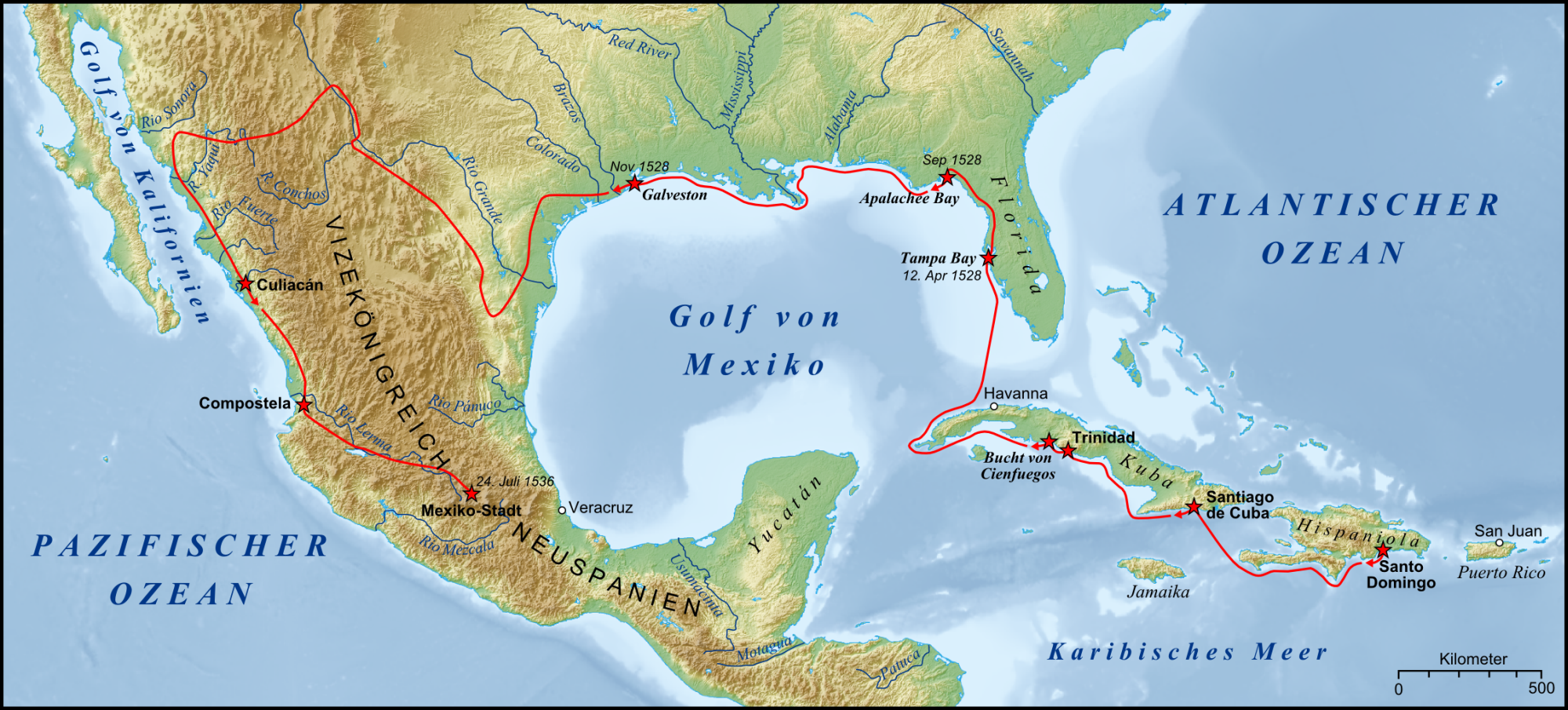
カベサ・デ・バカの移動経路

アルバル・ヌニェス・カベサ・デ・バカ（Álvar Núñez Cabeza de Vaca, およそ1490年 - およそ1559年）は、スペインのコンキスタドール。初期の新世界の探検家であり、最初の人類学的著者として記憶されている。

## 生涯
アンダルシア州ヘレス・デ・ラ・フロンテーラ出身。ナルバエス遠征隊の出納官として、つまり一等航海士であったカベサ･デ･バカ、そして他の80名は、600人の遠征隊の生存者であった。4名は、メキシコ湾岸の北方の様々なネイティブアメリカン部族の奴隷となったが、後に脱走し最終的にはメキシコシティに到着した。
ほとんどこの小集団で旅をしながら、カベサ・デ・バカは現在のアメリカ合衆国のテキサス州、ニューメキシコ州、アリゾナ州を、ルイジアナ州の海岸からメキシコのシナロア州まで、絶望的な貧困と時には奴隷のような条件で生きながらえながら、おおよそ6年以上の月日をかけて、徒歩で探険した。旅の間、彼は先住民たちへの親愛の情を増した。先住民の間では、彼は奴隷として生き、部族から部族へと手渡された。彼は最終的には交易者となり、奴隷の状態からの自由を許され、部族の間を旅することができた。結局、ニュースペインの植民地化された領域に戻り、現在のクリアカン付近で仲間のスペイン人の集団と出会い、彼はメキシコシティに行って1537年ヨーロッパに帰還した。カベサ・デ・バカは皇帝カール5世のために自分の体験について書いた。それは後の1542年に「La Relación(報告)」という書名で出版された。カベサ・デ・バカは、フロリダのアデランタードとしてパンフィロ・デ・ナルバエス（彼の愚かさによって多くの隊員が死んだ）を継ぐことを望み、そこに戻ってきたが、カール5世はすでにエルナンド・デ・ソトに次の遠征隊を率いるよう任命していた。カベサ・デ・バカはその2番目の遠征隊と旅をすることを辞退した。

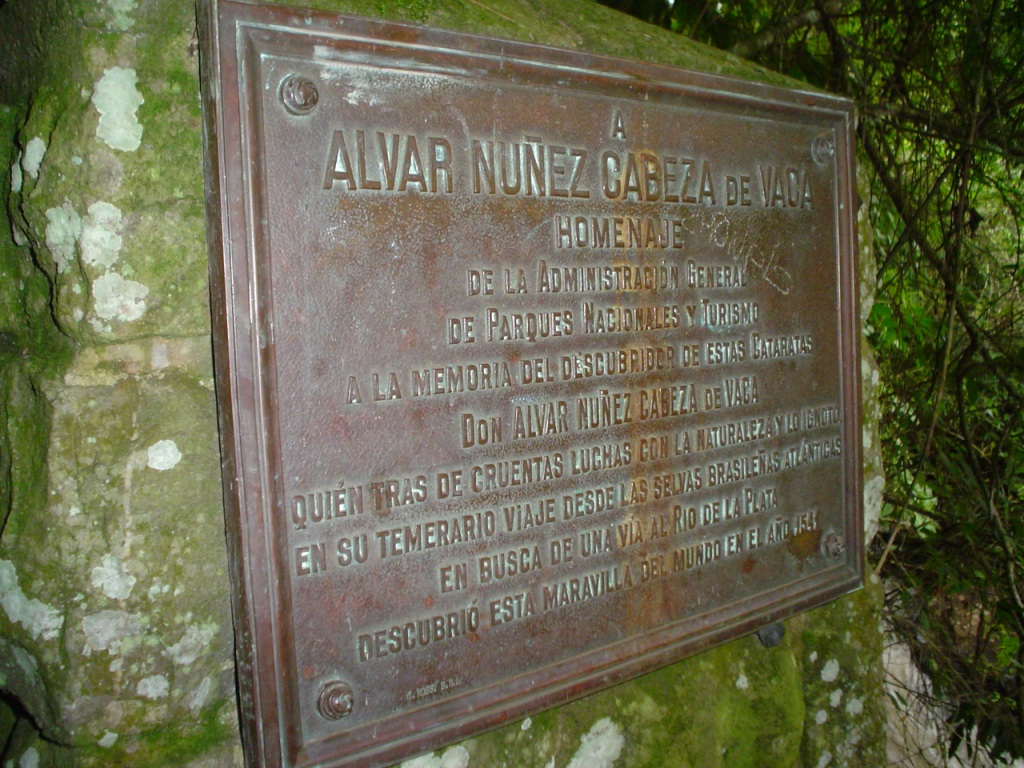
カベサ・デ・バカによるイグアスの滝の発見を記念したプレート

その代わりに1540年、ラプラタ川（現在のパラグアイ、アルゼンチンとその周辺地域）のアデランタードに任命された。北アメリカでそうであったように、彼は飛び抜けて感性豊かで、先住民に対して慈悲の心に富んでいた。彼はイグアスの滝をその目で見た最初のヨーロッパ人であった。彼に対する政治的陰謀によって、彼はアスンシオンで逮捕され、1545年頃、鎖につながれてスペインに帰還した。彼は最終的には潔白を証明され、南アメリカの広範囲におよぶレポートを書き、それは彼の初期の「La Relación(報告)」と合わせて、「Comentarios (注釈書)」という名の題名で出版された。

## 名前
彼の名前は、16世紀の記録では“Aluar Nuñez Cabeça de Vaca”と記されているので、「カベツァ」と発音されていたことが推測できる。カベサ・デ・バカは、「牛の頭」を意味する。この姓名は13世紀に、彼の祖先が牛の頭を残して、山脈を通り抜ける秘密の道を示すことで、ムーア人を攻撃するキリスト教徒の軍を助けたことにより、彼の家族に与えられたものである。カベサ・デ・バカの難破から始まる北アメリカの放浪に関する物語のプロローグで、彼は王に仕えた先祖に言及していて、彼が軍を指揮できなくなったことを理由に、自身の功績が偉大でないと痛恨の念を示している。